# Cayon
Cayon é uma cidade de São Cristóvão e Neves, capital da paróquia de Saint Mary Cayon. A população estimada em 2010 era de 2 500